# Єврем Бркович
Єврем Бркович (серб. Јеврем Брковић; 29 грудня 1933 — 24 січня 2021) — чорногорський письменник (поет, романіст, журналіст), історик та культурний діяч. Він відомий яскравою критикою політичних опонентів, а також діячів з громадського життя Чорногорії.

## Життєпис
Єврем Бркович народився 29 грудня 1933 року в селі Сеока поблизу Подгориці в Королівстві Югославія.
Бркович провів своє раннє життя в Белграді. У 1975 році він отримав премію для романістів.
Перебуваючи в Белграді, Бркович пропагував сербський націоналізм і підтримував Слободана Мілошевича. Поет-романтик-патріот ліги, він подружився Матія Бечковичем та Радованом Караджичем. Під час югославської війни у 90-х він вплинув на прочорногорське ставлення, а його погляди іноді описували як антисербські. Він також був критиком режиму, який очолював Міло Джуканович. У 1994 році, через тиск на Джукановича та політичні переслідування, Бркович залишив Чорногорію, перебрався до Хорватії, де перебував під захистом президента Франйо Туджмана. Перебуваючи в Хорватії, він вивчав дослідження Савич Маркович Штедімлія та хорватського історика Іво Пілара.
У 1999 році він повернувся до Чорногорії, коли, за його словами, «Чорногорія знову стала Чорногоркою». З того часу він є рішучим прихильником незалежності Чорногорії від державного союзу Сербія та Чорногорія.
Того ж року Бркович став засновником і першим президентом Доклеанової академії наук і мистецтв, суперечливої неурядової культурної організації в Чорногорії, присвяченої дослідженню оригіналу чорногорців Червоний хорват. Ідентичність та доведення того, що чорногорці не мають відношення до сербів. Будучи націоналістичною організацією, поєднаною з офіційною Чорногорською академією наук і мистецтв, яку вона вважає просербською, серед іншого робить деякі суперечливі заяви, в яких висловлює підтримку чорногорських нацистських нацистів. Приблизно в той же час він став редактором «Чорногорського літературного списку» («Чорногорська літературна газета»), яка який публікується чорногорською, сербською, боснійською та хорватською мовами. Отже, це перша в історії газета, що виходить чорногорською.
Його критикують за те, що він часто перевертав погляди, починаючи від «великосербського націоналіста» до чорногорського незалежника і хорватського симпатика і навіть націоналіста; його вороги здебільшого називали його «Юстас» "через його націоналістичні переконання. Його твори не досягли широкої популярності через часте використання нецензурної та вульгарної мови.
У 2001 році його організація Доклеанська академія наук і мистецтв активно проводила агітацію за обрання «Коаліції Міло Джукановича», «Коаліції за незалежну Чорногорію».
24 жовтня 2006 року на Брковича та його водія і охоронця Срджана Воджичича напали троє озброєних чоловіків. Воджичич був застрелений, а Бркович втік із легкими травмами. Є думка про те, що мотивом нападу стала його остання книга «Коханець Доклеана», в якій він висміює людей із сучасного чорногорського суспільного життя, таких як близькі друзі колишнього прем'єр-міністра Міло Джукановича.
Син письменника, Бальша Бркович, також відомий чорногорський письменник.

## Твори

### Поезія
- Заповіти
- Країна нагір'я
- Гомер Хайлендс мертвий
- Суки
- Стародавній туман навколо дому
- Балади
- Будівництво та руйнування будинку Озровича

### Романи
- Пантелей на карнелі
- Герцоги
- Чорні плями
- Монігрени
- Каменники
- Коханець Докла

### Нариси та філософські твори
- Анатомія моралі
- Шахтні поля естетики
- Знищене обличчя демократії
- Глосарій